# Фернанду Круж
Фернанду Круж (порт. Fernando Cruz; 12 серпня 1940, Лісабон — 16 серпня 2025) — португальський футболіст, що грав на позиції захисника.
Виступав, зокрема, за «Бенфіку», а також національну збірну Португалії, у складі якої — бронзовий призер чемпіонату світу 1966 року.
Восимиразовий чемпіон Португалії. Чотириразовий володар Кубка Португалії. Дворазовий володар Кубка чемпіонів УЄФА.

## Клубна кар'єра
У дорослому футболі дебютував 1959 року виступами за команду клубу «Бенфіка», в якій провів одинадцять сезонів, взявши участь у 226 матчах чемпіонату.  Більшість часу, проведеного у складі «Бенфіки», був основним гравцем захисту команди. Протягом цих років «Бенфіка» була лідером не лише португальського, але й європейського футболу — вісім разів виборювала титул чемпіона Португалії, двічі ставала володарем Кубка чемпіонів УЄФА.
Завершив професійну ігрову кар'єру у французькому «Парі Сен-Жермен», за команду якого виступав протягом 1970—1971 років.

## Виступи за збірну
1961 року дебютував в офіційних матчах у складі національної збірної Португалії. Протягом кар'єри у національній команді, яка тривала 8 років, провів у формі головної команди країни 11 матчів.
У складі збірної був учасником чемпіонату світу 1966 року в Англії, на якому команда здобула бронзові нагороди, проте протягом турніру був резервним гравцем і на поле не виходив.

## Титули і досягнення
- Чемпіон Португалії (8):

«Бенфіка»:  1959-1960, 1960-1961, 1962-1963, 1963-1964, 1964-1965, 1966-1967, 1967-1968, 1968-1969
- Володар Кубка Португалії (4):

«Бенфіка»: 1961-1962, 1963-1964, 1968-1969, 1969-1970
- Володар Кубка чемпіонів УЄФА (2):

«Бенфіка»: 1960-1961, 1961-1962
- Бронзовий призер чемпіонату світу: 1966